# Muros de Nalón
Muros de Nalón là một đô thị trong cộng đồng tự trị của Công quốc Asturias, Tây Ban Nha. Diện tích 8,09 km².